# Рах-ам-Хохгебирге

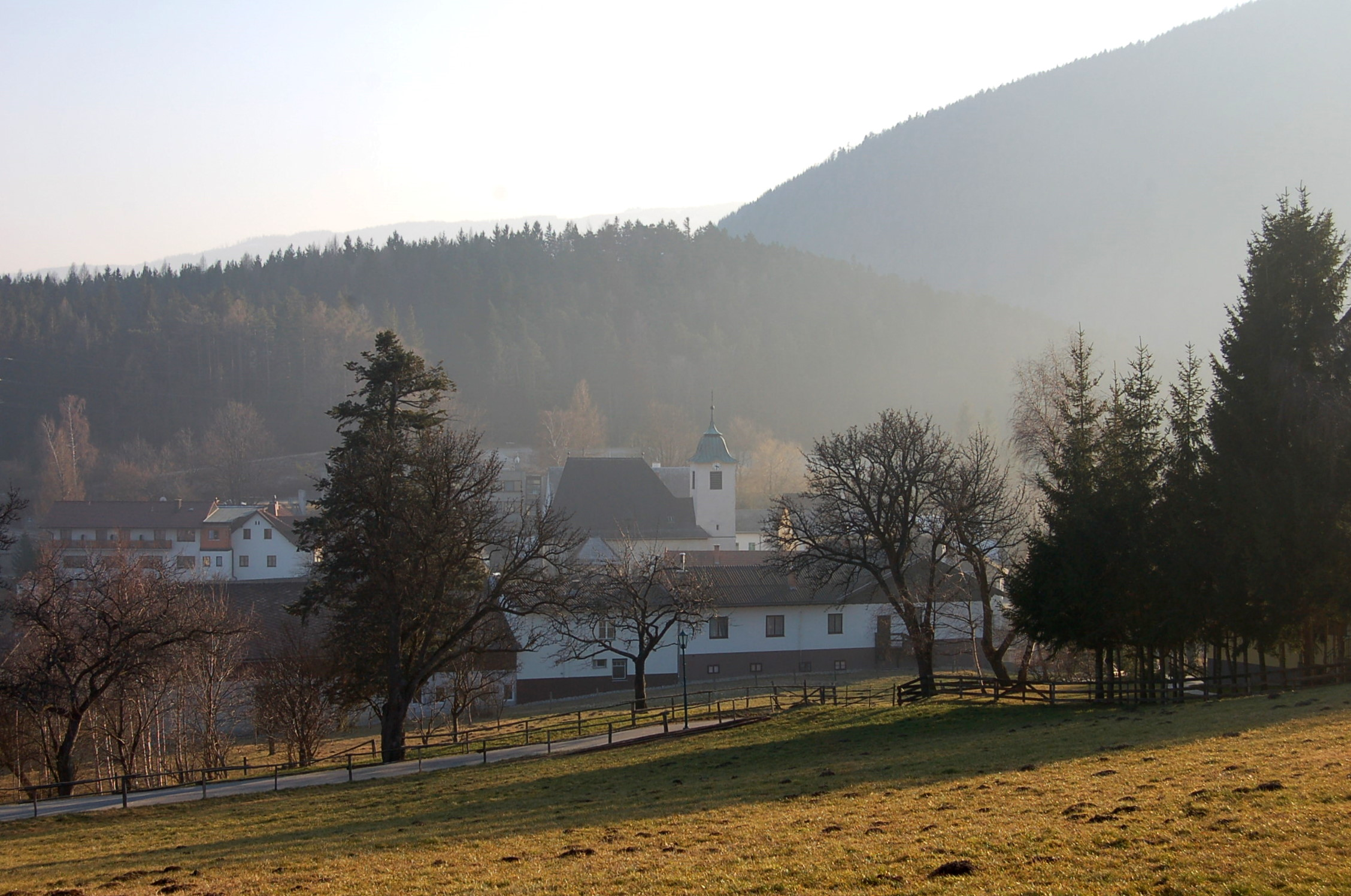

Рах-ам-Хохгебирге (нем. Raach am Hochgebirge) — коммуна (нем. Gemeinde) в Австрии, в федеральной земле Нижняя Австрия.
Входит в состав округа Нойнкирхен. Население составляет 300 человек (на 31 декабря 2005 года). Занимает площадь 13,25 км². Официальный код — 3 18 27.

## Политическая ситуация
Бургомистр коммуны — Руперт Доминик (АНП) по результатам выборов 2005 года.
Совет представителей коммуны (нем. Gemeinderat) состоит из 13 мест.
- АНП занимает 9 мест.
- СДПА занимает 4 места.